# عبد الرحمن البسطامي
عبد الرحمن البِسْطامي ( ولد 782 هـ - توفي 858 هـ / 1454 م) هو متصوف ومؤرخ، من أهل القرن التاسع الهجري.
هو زين الدين عَبْد الرَّحْمَن بن محمد بن عليّ بن أحمد بن محمد البسطامي الحنفي. ولد بأنطاكية، وتعلم بالقاهرة، وسكن بروسة وتوفي بها.

## آثاره
له كتب، منها:
- «مباهج الاعلام في مناهج الاقلام».
- «مناهج التوسل في مباهج الترسل».
- «الفوائح المسكية في الفواتح المكية» في التصوف، قال الزركلي: «حاول فيه مجاراة ابن عربي في الفتوحات المكية، وجعله في مئة باب انتهى منها إلى ثلاثين باباً ولم يكملها».[1]
- «الدرر في الحوادث والسير».
- «تراجم العلماء».
- «نظم السلوك في تواريخ الخلفاء والملوك».
- «مختصر جهينة الأخبار في ملوك الأمصار».
- «مفتاح الجفر الجامع ومصباح النور اللامع».
- «الأدعية المنتخبة في الأدوية المجربة».[2]